# Culte de la personnalité
 (mars 2023).

Portrait de Mao Zedong de la place Tian'anmen par Zhang Zhenshi, Pékin.

Le culte de la personnalité est l'adulation d'un chef d'État généralement encore en vie. Ce culte étant exploité à des fins de propagande, il caractérise un grand nombre de dictatures. La glorification du « chef », élevé au rang de « leader charismatique », s'apparente à la vénération des saints et au culte du héros.
Fabriqué et entretenu par diverses techniques d'endoctrinement, le culte de la personnalité nécessite une médiatisation permanente. L'adhésion populaire qu'il est supposé rencontrer s'exprime au moyen de manifestations et de rassemblements présentés comme « spontanés », eux-mêmes ayant pour fonction d'alimenter la propagande officielle.

## Histoire de l'expression
Le culte du chef apparaît dès l'Antiquité : les empereurs romains sont divinisés lors d'une apothéose, puis à partir du Moyen Âge le roi est un « père de la nation » et son autorité est souvent alliée à un mandat divin. La figure du souverain, omniprésente, accompagne la vie quotidienne de ses sujets, depuis la pièce de monnaie jusqu'aux portraits accrochés dans les tribunaux et les administrations.

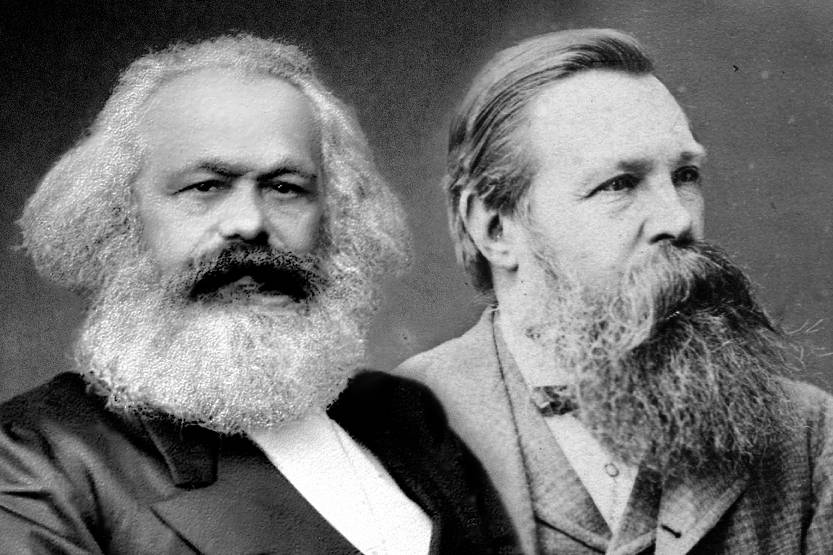
Portraits de Marx et Engels.

Le XIXe siècle voit l'émergence de sociétés démocratiques qui n'ont pas rompu pour autant avec ces pratiques. Le concept de « culte de la personnalité » proprement dit est créé par Karl Marx. Dans une lettre du 10 novembre 1877 au social-démocrate Wilhelm Blos, il écrit qu’il éprouve une vive « aversion pour tous les cultes de la personnalité », tout comme Friedrich Engels. Ce point de vue correspond à la vision marxiste de l’histoire, le matérialisme historique, qui n'accorde à l'individu qu'un rôle subordonné au processus historique.
L'expression est reprise dans le « discours secret » de Nikita Khrouchtchev au XXe congrès du Parti communiste de l'Union soviétique, en 1956. Elle est traduite en russe par культ личности. Utilisée par Khrouchtchev pour dénoncer la propagande en faveur du « père des peuples », Joseph Staline, l'expression s'applique également aux dérives égocentriques des régimes totalitaires, qu'ils soient communistes comme en Roumanie avec Nicolae Ceaușescu, en Chine avec Mao Zedong, ou anticommunistes comme le nazisme et son Führer, le franquisme et son Caudillo « par la grâce de Dieu », le salazarisme portugais ou le fascisme italien avec son Duce.

## Union soviétique

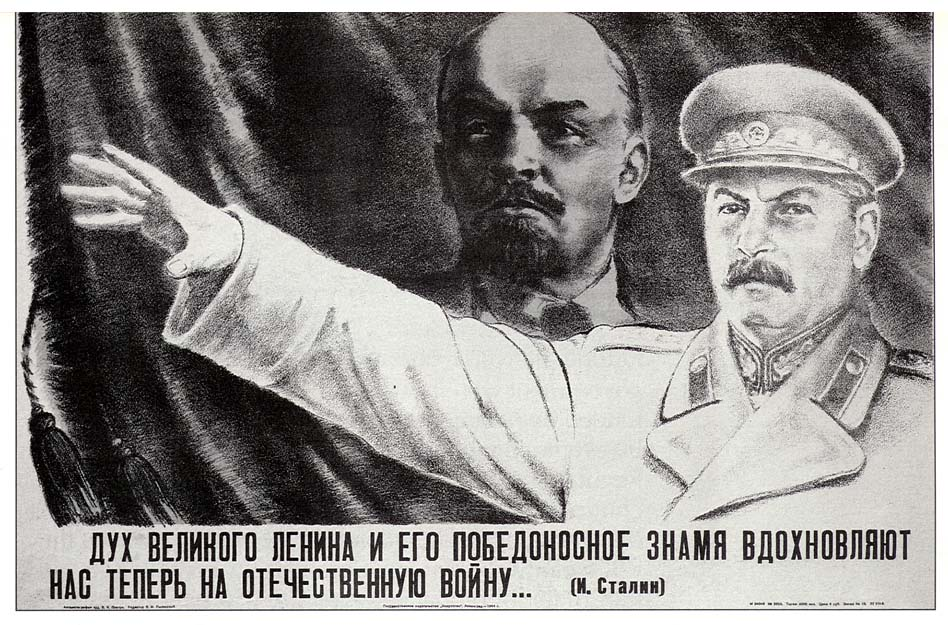
Lénine et Staline sur affiche de l'Union soviétique

Après la mort de Lénine, Joseph Staline prit le pouvoir en URSS et renforça la dictature. Le culte de sa personnalité devint proéminent dans la culture soviétique en 1929 pour célébrer son 50e anniversaire, puis il a continué et culminé vingt ans plus tard lors de la célébration de son 70e anniversaire.
Le culte de la personnalité de Staline a été sévèrement critiqué et dénoncé en URSS quelques mois après sa mort seulement, via un processus de déstalinisation, et les nouveaux dirigeants ont appelé les "partis frères" des autres pays à mettre fin eux aussi au culte de la personnalité de leurs dirigeants notamment en France.
Ce qui est alors nouveau et ce que dénonce en URSS Khrouchtchev, c'est qu'une société qui se veut démocratique, qui se doit de l'être, copie des habitudes féodales dans une dérive égocentrique. La nouveauté réside également dans la modernité des moyens mis en œuvre : le XXe siècle offre les outils techniques d'une médiatisation sans précédent à l'époque féodale. Via la radio, les journaux ou l'affichage, la personne du chef, qu'il soit Führer, Petit père des peuples, Grand Timonier, Caudillo, Duce, Président de la République ou candidat à cette présidence, pénètre dans l'intimité quotidienne des citoyens endoctrinés. George Orwell fera une satire de ce culte nouveau avec la figure de Big Brother (« Grand Frère ») dans son roman 1984.

## Allemagne nazie

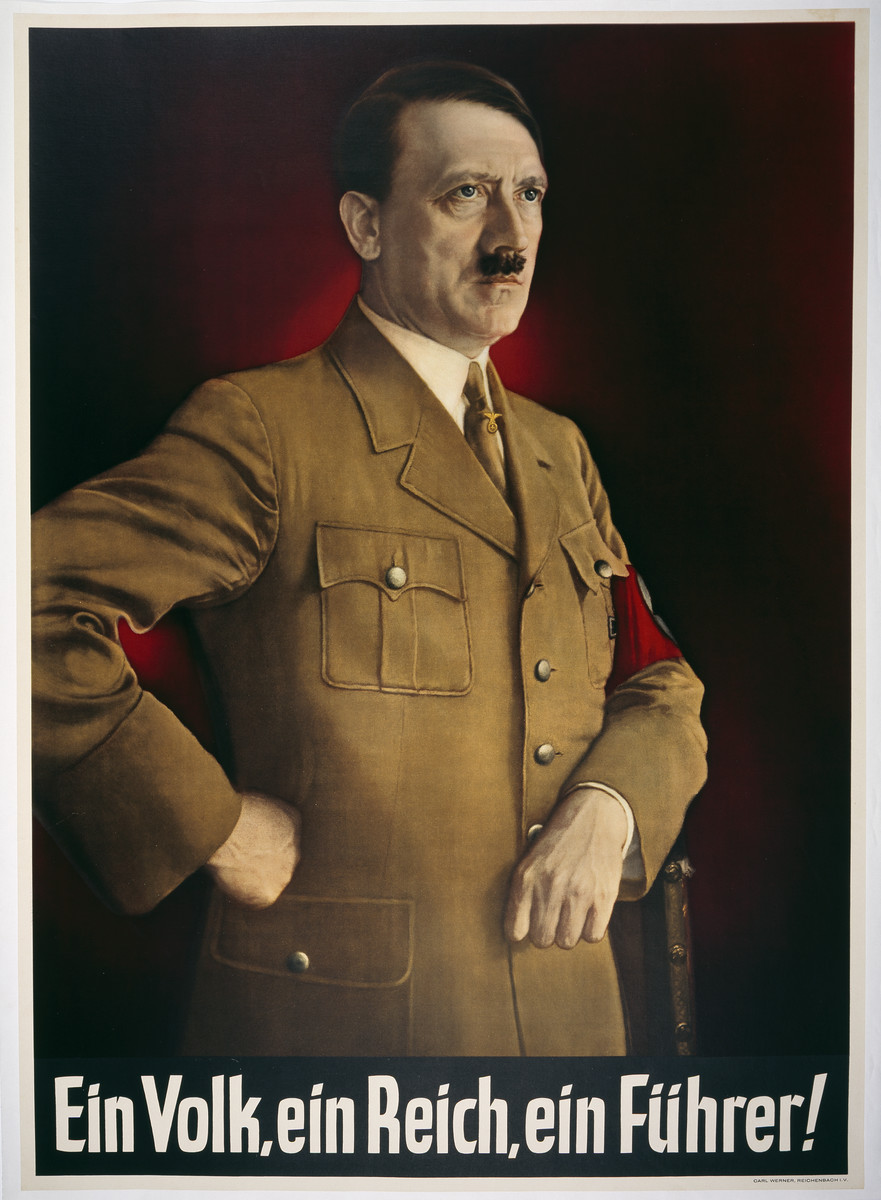
Ein Volk, ein Reich, ein Führer ! (Un peuple, un empire, un chef).
Affiche de propagande nazie peinte par Heinrich Knirr.

Le Troisième Reich développe un culte de la personnalité autour d'Adolf Hitler.

## Italie fasciste
- Mussolini toujours présenté en tenue de soldat, il passe comme un chef de guerre
- Présenté comme viril

## France vichyste
En France, le régime de Vichy organise un culte de la personnalité autour de Philippe Pétain jusqu'à sa chute en 1944. La propagande d'État passe par des affiches vantant les mérites de la politique de Révolution Nationale et glorifiant le Maréchal Pétain. L'État Français utilise aussi les écoles françaises pour infuser son idéologie dans la tête des enfants en leur faisant chanter des musiques célébrants le Maréchal Pétain. 

## Chine
En Chine, le culte de la personnalité du numéro un chinois a glorifié Mao Zedong depuis la Longue Marche jusqu'à sa mort en 1976 à la fin de la révolution culturelle. Les médias de masse, la propagande et une série d'autres techniques ont été utilisées par le Parti communiste pour élever le statut de Mao Zedong à celui d'un leader héroïque infaillible, capable de se dresser contre l'Occident et de guider la Chine à devenir un leader du communisme. Le culte est une imitation du culte de Joseph Staline.

## Corée du Nord

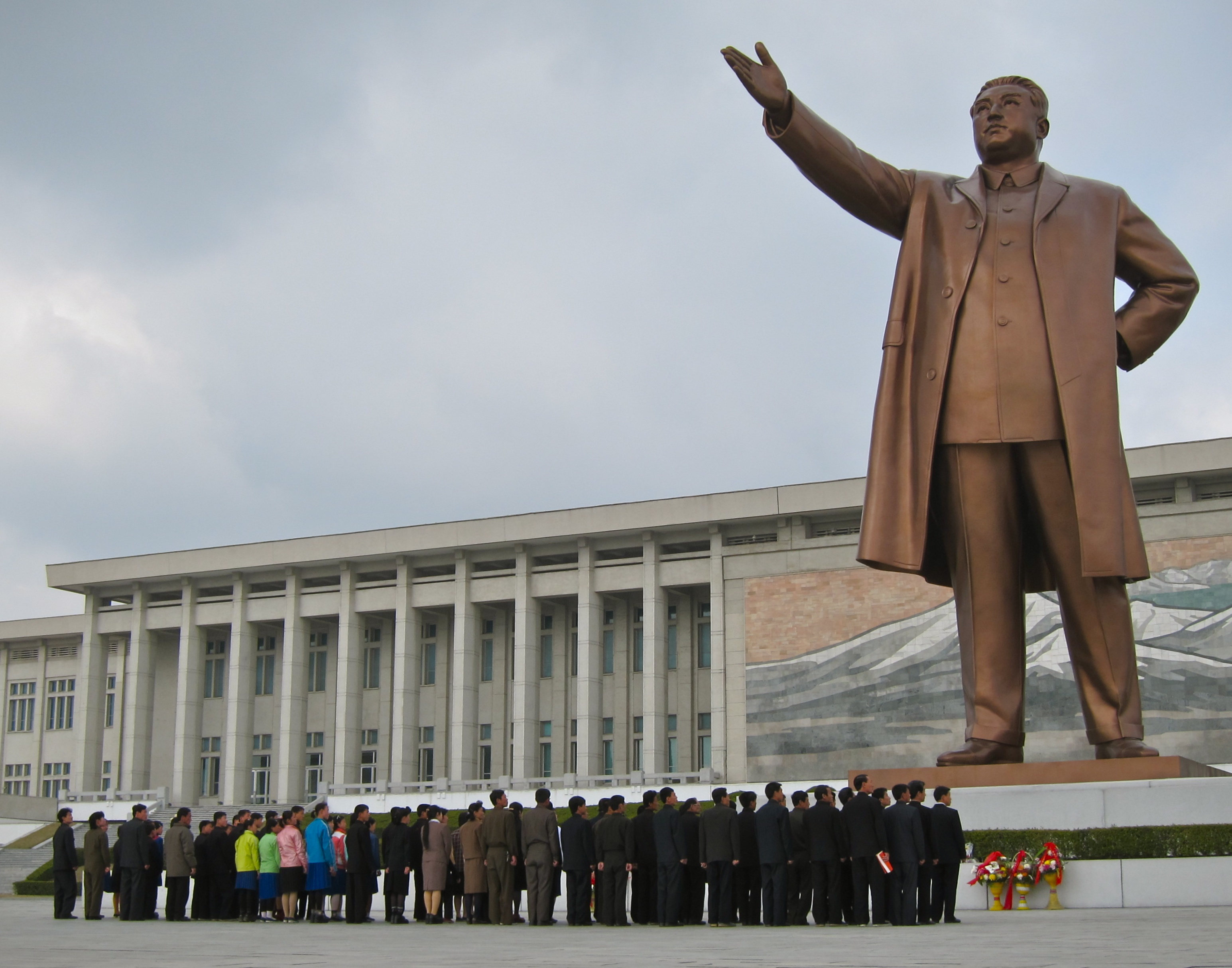
Groupe de personnes rendant hommage à une statue de Kim Il-sung à Pyongyang, Corée du Nord.

En Corée du Nord, dès le plus jeune âge, les citoyens se prosternent devant des statues géantes de Kim Il-sung, surnommé le président éternel, ou de son successeur dynastique, Kim Jong-il, son fils, appelé lui le cher dirigeant par la propagande. Le fils et successeur de Kim Jong-il, Kim Jong-un, se voit quant à lui décerner le titre de brillant camarade. Un palais permet de matérialiser ce culte de la personnalité des anciens dirigeants.

## Roumanie

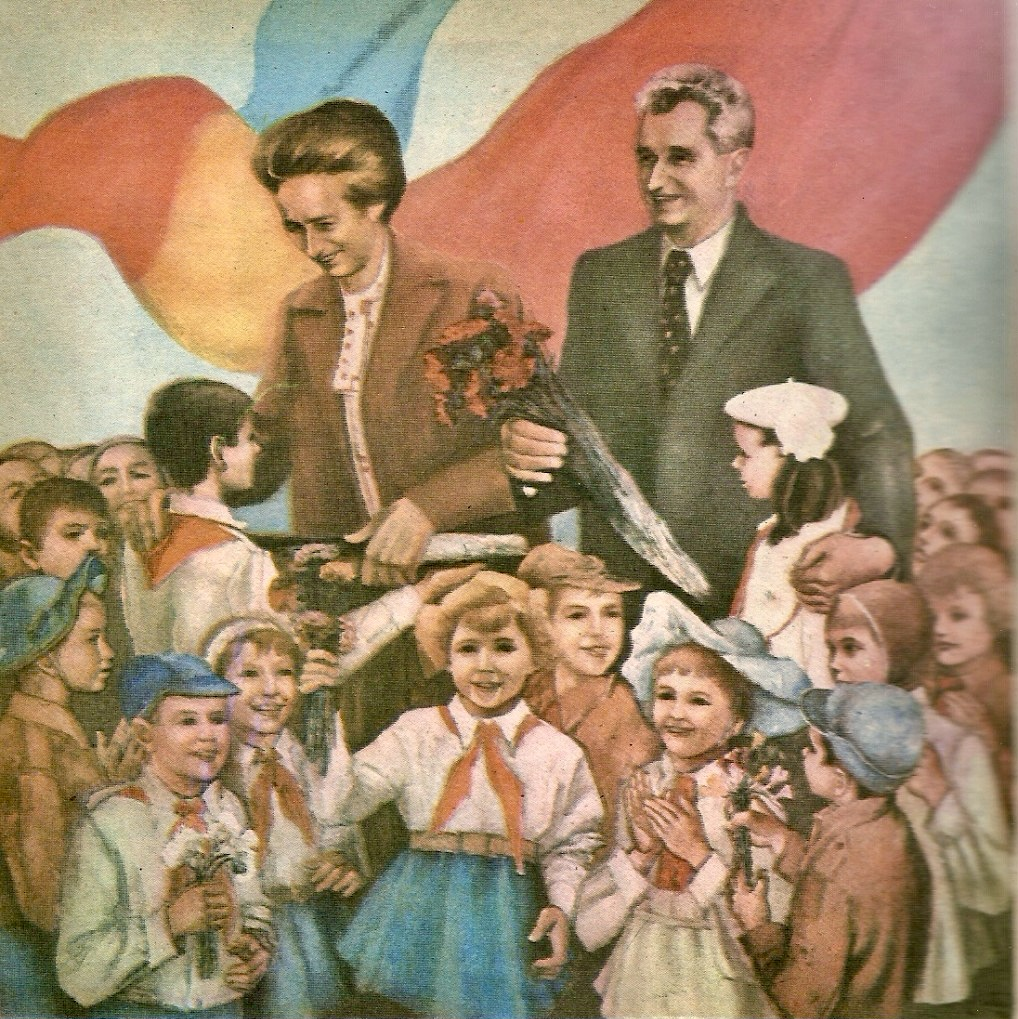
Omagiu, de Constantin Nitescu, circa 1980.

## Ailleurs dans le monde
En République dominicaine, Rafael Trujillo, au pouvoir de 1930 à 1961, instaure autour de lui un fort culte de la personnalité, se fait officiellement appeler « Son Excellence le généralissime docteur Rafael Leonidas Trujillo Molina, Honorable Président de la République, Bienfaiteur de la Patrie et Reconstructeur de l'Indépendance Financière », fait construire des milliers de statues à son effigie et rebaptise la capitale du pays Ciudad Trujillo.
Au Proche-Orient, l'expression s'applique aussi aux chefs d'État de pays non-démocratiques, qui imposent leur portrait à chaque coin de rue ou presque, et à des dirigeants religieux, comme l'imam Khomeini en Iran.

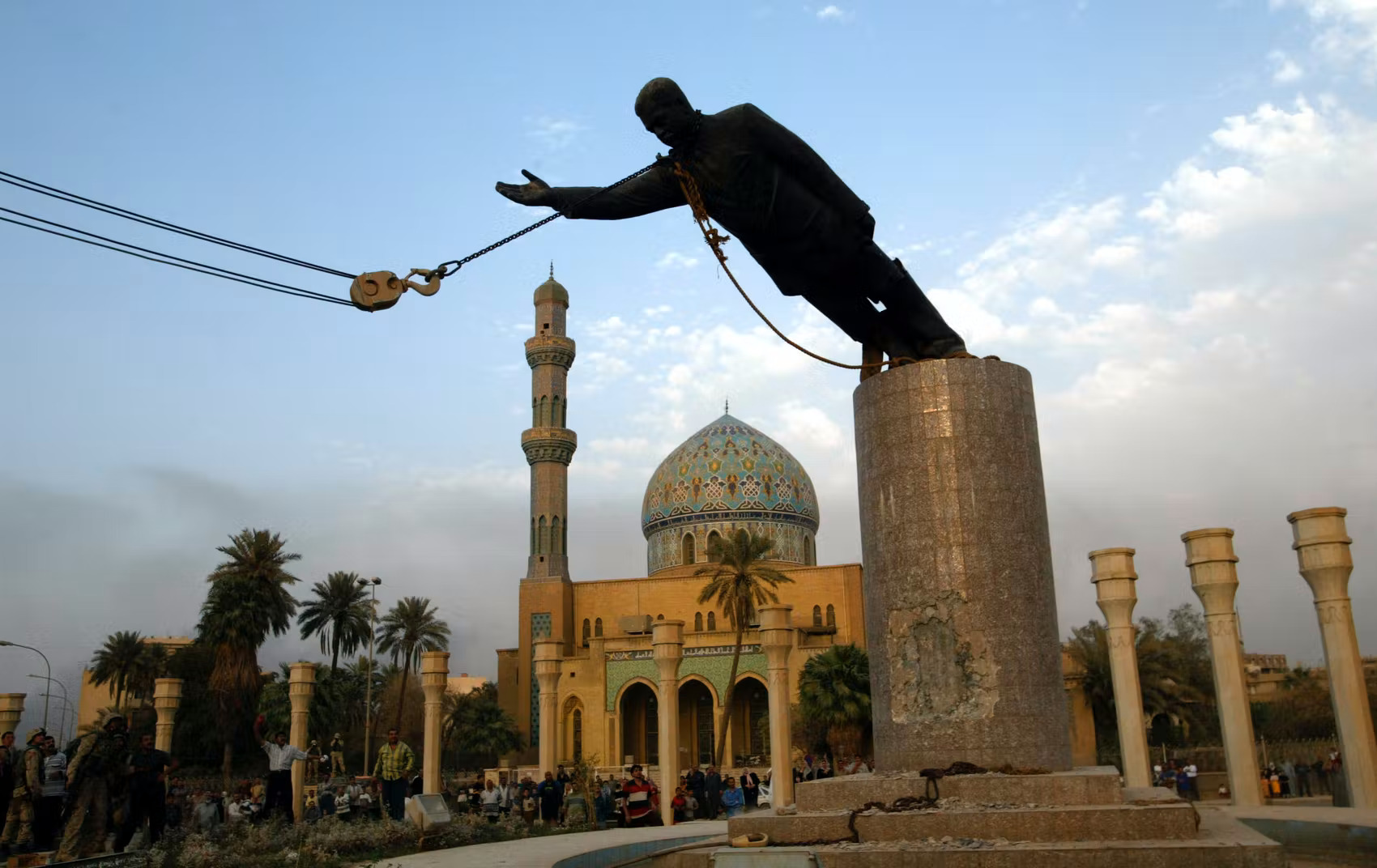
Statue de Saddam Hussein abattue à Bagdad, en avril 2003.

En Irak, après avoir exécuté physiquement toute opposition possible au sein du parti Baas qui l'avait porté au pouvoir, Saddam Hussein instaure un pouvoir centré sur sa personnalité ; il modifie pour cela le contenu pédagogique dans les écoles primaires, fait preuve de népotisme en plaçant à la tête du pouvoir des personnes émanant de son clan ou de son village natal pour le seconder, et, signe du culte lié à sa mise en scène, se représentant sous diverses formes comme continuateur impérial des époques mésopotamiennes et assyriennes que le pays avait assimilées comme faisant partie de son histoire.
Au Turkménistan, le régime de Saparmyrat Nyýazow dit Türkmenbaşy (« Père des Turkmènes ») a instauré un culte de la personnalité. Si les Chinois sous Mao brandissaient le Petit Livre rouge, avec Nyýazow les Turkmènes ont le Ruhnama (Livre de l'Âme), écrit du dirigeant qui fut selon lui inspiré du Coran.
En Algérie, le régime de l'ancien président Abdelaziz Bouteflika (1937-2021), qui a dirigé le pays entre 1999 et 2019 a également instauré un culte de la personnalité autour de sa personne. Celui-ci était notamment particulièrement visible entre 2014 et 2019, époque où Abdelaziz Bouteflika ne se déplaçait plus qu'en fauteuil roulant et n'apparaissait que très rarement en public à cause d'un AVC dont il avait souffert en 2013. Des portraits géants d'Abdelaziz Bouteflika étaient notamment affichés dans plusieurs endroits d'Alger, capitale du pays, parmi lesquels la grande mosquée d'Alger construite sous sa présidence. De même, les médias officiels employaient l'expression " son Excellence le président de la République, chef suprême des forces armées, ministre de la défense nationale " en parlant d'Abdelaziz Bouteflika. Le titre d'Excellence a finalement été abandonné par Abdelmadjid Tebboune, ancien premier ministre et successeur de Bouteflika à la présidence élu en décembre 2019.